# Zandwetering

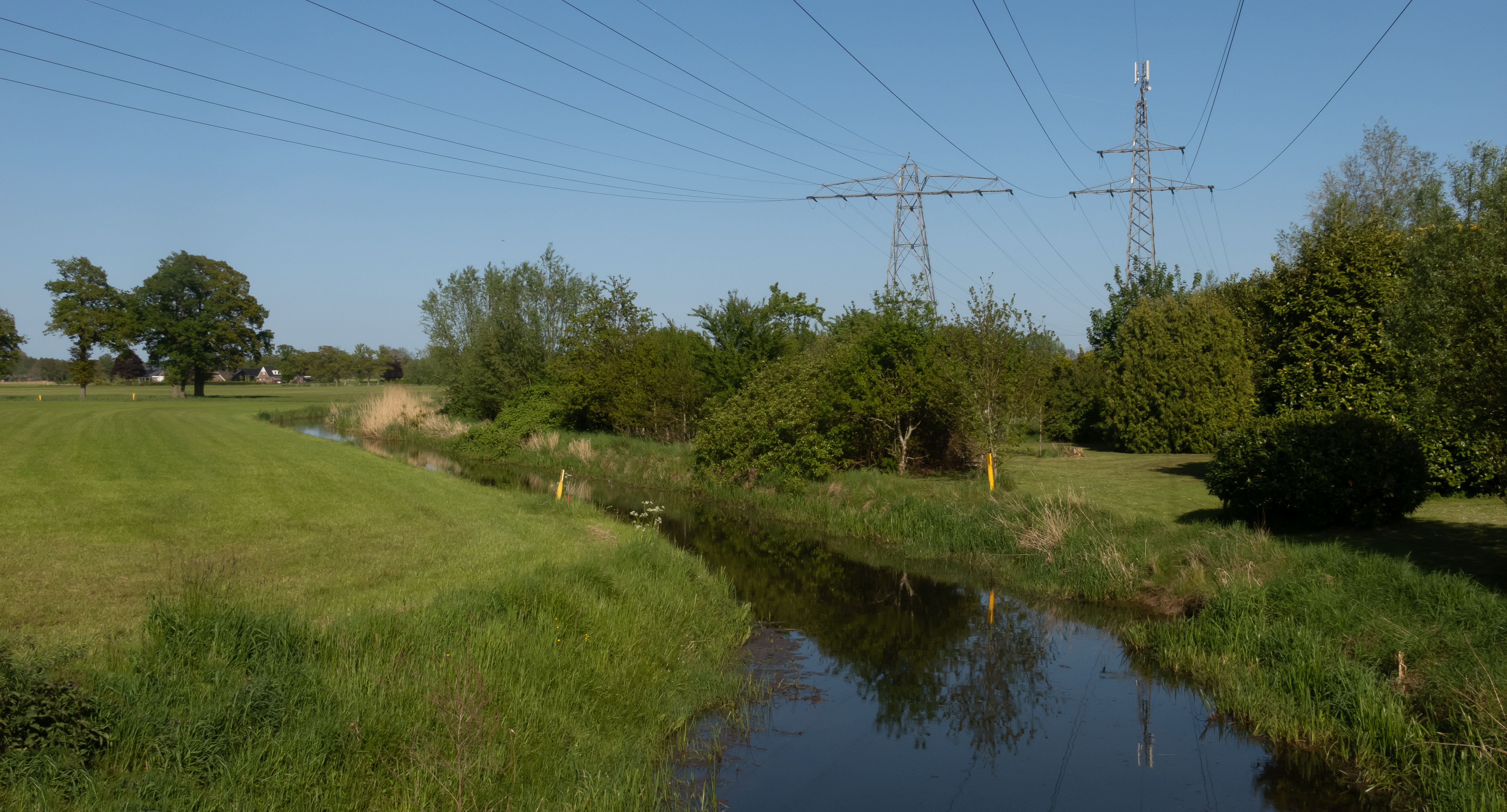
Zandwetering vanaf de Ganzeboombrug

De Zandwetering is een grotendeels gegraven watergang die zijn begin heeft in het gebied Gooiermars ten oosten van de stad Deventer in Overijssel en na dertig kilometer via de stad Deventer en de dorpen Diepenveen, Olst, Wijhe en Windesheim eindigt in Zwolle.
De weteringen in West-Salland kwamen vanaf de veertiende eeuw tot stand doordat allerlei natuurlijke stroompjes door graafwerkzaamheden met elkaar verbonden werden. Doelstelling was het tegengaan van wateroverlast en door ontwatering de ontginning van de laaggelegen de broeklanden mogelijk maken. In West-Salland lopen een viertal weteringen parallel aan de IJssel in noordelijke richting naar Zwolle. Het water kwam uiteindelijk terecht in het Zwarte Water. Omdat er in die tijd geen gemalen waren was directe afwatering op hoger liggende rivier de IJssel niet mogelijk.
Een voorname functie van de Zandwetering is, naast waterafvoer en waterberging, het in stand houden van de natuurwaarden in het water en aan de oevers en verder het bieden van kleinschalige recreatiemogelijkheden. In verband met veranderingen in het klimaat is vooral het vergroten de bergingscapaciteit actueel.

## Marslanden

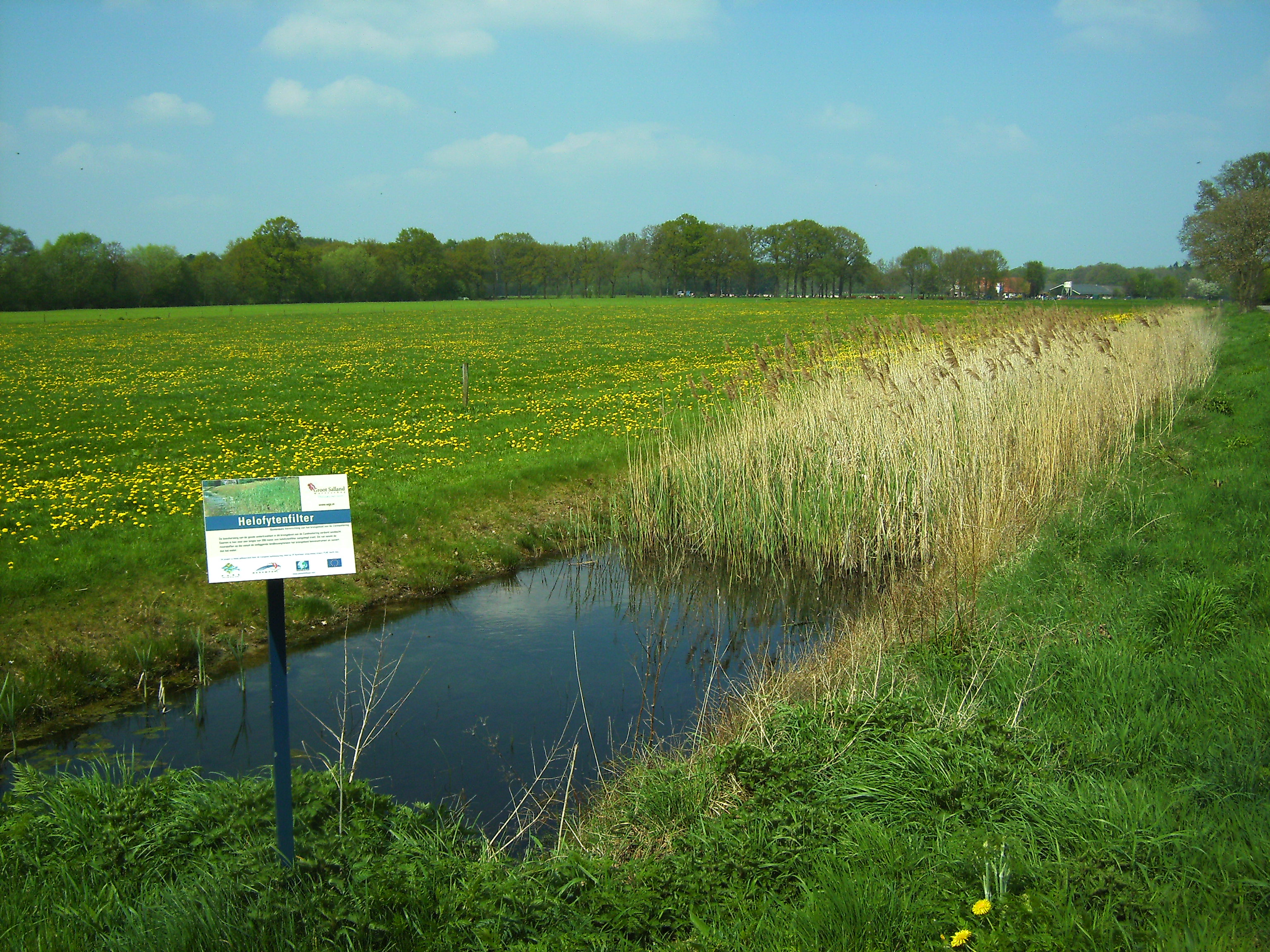
Helofytenfilter in de Gooiermars

Vanaf 2005 zijn aan het begin van de Zandwetering bij Deventer grootschalige waterinrichtingswerken uitgevoerd in het weidegebieden Gooiermars en Baarlerhoek. De herinrichting was er op gericht zowel het waterbeheer als de natuurontwikkelingsvoorwaarden te verbeteren. Er zijn nieuwe meanderende watergangen, helofytenfilters, waterbergingsgebieden en vistrappen aangelegd. Voorwaarden zijn geschapen voor de ontwikkeling van veldrus- en dotterbloemgraslanden.
Het gebied is waterhuishoudkundig en ecologisch gezien bijzonder omdat er zowel diep- als oppervlakkig kwelwater naar boven komt. Het diepe kwelwater dat afkomstig is van de Sallandse Heuvelrug kan na de reconstructie langer in het gebied worden gehouden. Dit komt de kwelwater afhankelijke natuur, met voorkomens van onder meer waterviolier, moeraszegge, dotterbloem, bosbies, rietorchis en het zeldzame kruipend moerasscherm, ten goede.

## Zandweteringpark

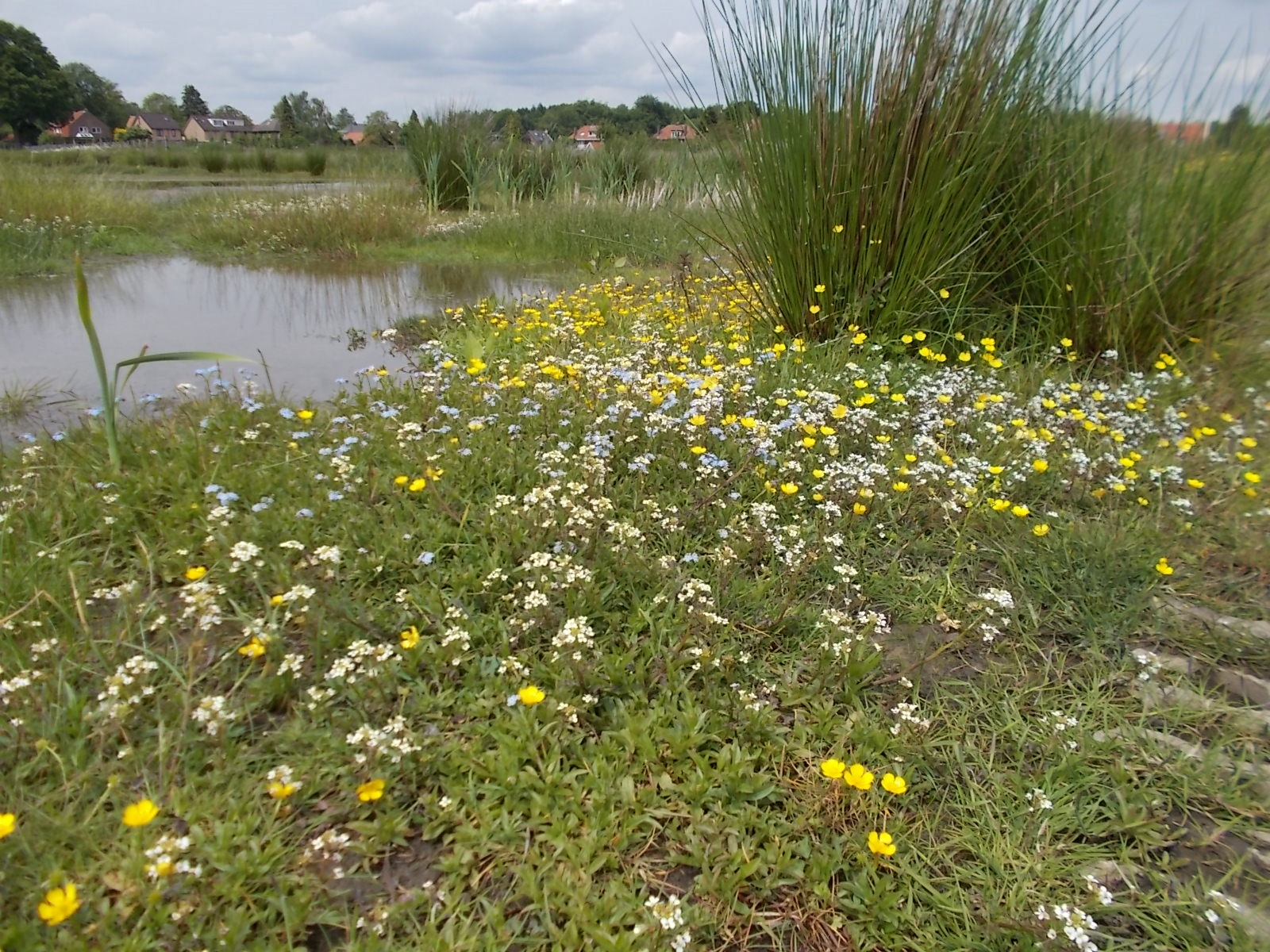
Plas-drasgebied in Zandweteringpark

Voor de stad Deventer vormt de wetering de noordoostelijke grens van de stedelijke bebouwing. Er loopt hier een bovengrondse hoogspanningsleiding parallel aan het water. In verband met de in de toekomst aan de overzijde aan te leggen woonwijk Steenbrugge werd in 2012 onder de electriciteitskabels het 45 hectare grote Zandweteringpark aangelegd. De oevers van de wetering zijn ook hier in een meer natuurlijke staat gebracht. Ook werden er vissteigers gebouwd en zijn er moerassige gebiedjes gecreëerd en poelen gegraven. Ter ontsluiting kwamen er meerdere bruggen en betonpaden voor wandelaars en fietsers. Een vistrap voor onder meer het bermpje in plaats van de bestaande stuw completeert het geheel. Ook wat verder stroomafwaarts, bij Diepenveen, heeft de watergang in de periode 2007-2011 een meer natuurlijk uiterlijk gekregen met nieuw aangelegde retentiegebieden.

## Hengforden
Bij Hengforden is de Zandwetering in samenwerking met Staatsbosbeheer al in 1994 door het waterschap op een aantal plaatsen zodanig vergraven dat meer natuurlijke oevers, poelen en moerassige eilanden met weelderig broekbos ontstonden. Ter hoogte van landgoed 't Nijendal maakte verbeterde grondwaterstanden de terugkeer van orchideeën mogelijk. Omdat geen water van buiten het gebied meer zal worden ingelaten kan de waterkwaliteit verbeteren.

## Zwolle
De Zandwetering loopt door tot Zwolle. Ten noorden van Wijhe is echter een verbinding met de Soestwetering waardoor het meeste water door deze hoofdwatergang via de Stadsgracht van Zwolle naar de rivier het Zwarte Water en het IJsselmeer stroomt.